# Trent Waterhouse
Pour les articles homonymes, voir Waterhouse.

a Compétitions nationales et continentales officielles uniquement.

b Matchs officiels uniquement.
Trent Waterhouse, né le 8 janvier 1981 à Sydney, est un joueur de rugby à XIII australien évoluant au poste de deuxième ou troisième ligne dans les années 2000. Il a effectué toute sa carrière professionnelle aux Penrith Panthers depuis 2002. Titulaire dans ce club, il a pris part au City vs Country Origin du côté de City ainsi qu'au State of Origin avec les New South Wales Blues. Enfin, il est sélectionné en équipe d'Australie pour le Tournoi des Quatre Nations 2009 en Angleterre et en France.